# 카누리족

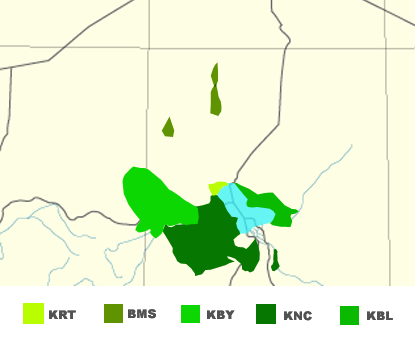

카누리족(Kanuri, Kanouri)은 니제르, 나이지리아, 차드, 카메룬에 걸쳐 거주하는 아프리카 민족이다. 지역에 따라 예르와(Yerwa)나 바레바리(Barebari) 등의 여러 이름으로 불리며 다양한 하위 집단이 포함되는데 그들 중 일부는 카누리족이 아닌 별개 민족으로서의 정체성을 가진다. 언어적으로 가까운 차드의 카넴부족과 함께 구 카넴-보르누 제국의 지배계급의 후예로 간주된다. 인근의 목축 민족인 투부족이나 자가와족과 달리 전통적으로 정착 생활을 하며 농업, 어업, 무역, 소금 제조 등에 종사해왔다. 절대다수가 수니파 이슬람교를 믿는다. 나일-사하라 계통의 카누리어의 다양한 방언을 사용하며 일부 방언은 독자적인 카넴부어로 간주된다.
나이지리아 북동부의 보르노주 등에 5백만 명이 넘는 인구가 사는데 이곳에는 20세기 초까지 카넴-보르누 제국의 직접적 후신인 보르누 에미르국이 위치해 있었다. 니제르 남동부에 거주하는 100만 명이 넘는 카누리족은 현지 하우사어 명칭인 "바레바리족"이라고 불리며 망가족, 예르와족, 빌마족, 투마리족 등 파생 집단들이 있다. 차드의 카누리족 대부분은 라크현과 카넴현에 살며 카넴부족이라 불리는 구분되는 정체성을 가지고 카넴부어를 사용한다. 카메룬 북동부와 수단에도 일부 인구가 분포한다.